# Академия изящных искусств (Фоджа)
Академия изящных искусств Фоджи, (итал. Accademia di belle arti di Foggia) — высшее учебное заведение по искусству в Фоджа, Италия.
Государственное учреждение университетского уровня, основанное в 1970 году и расположенное в историческом здании бывшего Банка Италии.
Согласно образовательному предложению (МОУНиИИ) Академия изящных искусств, Фоджи, входит в университетский сектор в области высшего художественного и музыкального образования и выдает ученые степени 1-го уровня (эквивалентные степени) и 2-го уровня (преподаватель).
На этом же курсе проводятся дипломные курсы по декорированию, графике, живописи, сценографии, скульптуре, коммуникации и обучению искусству, коммуникации и совершенствованию современного художественного наследия, новым технологиям в искусстве, художественному дизайну для предприятий, реставрации, дизайн, мода и костюм. Учреждение также участвует в двухлетних курсах для преподавателей, вспомогательных учебных курсов и магистров университетского уровня.